# Nephrolepidina
Nephrolepidina es un género de foraminífero bentónico de la subfamilia Helicolepidininae, de la familia Lepidocyclinidae, de la superfamilia Asterigerinoidea, del suborden Rotaliina y del orden Rotaliida. Su especie tipo es Nummulites marginata. Su rango cronoestratigráfico abarca desde el Luteciense (Eoceno medio) hasta el Burdigaliense (Mioceno inferior).

## Clasificación
Se han descrito numerosas especies de Nephrolepidina. Entre las especies más interesantes o más conocidas destacan:
- Nephrolepidina hornibrooki †
- Nephrolepidina howchini †
- Nephrolepidina marginata †
- Nephrolepidina orakiensis †

Un listado completo de las especies descritas en el género Nephrolepidina puede verse en el siguiente anexo.